# Flaga Pułtuska

Flaga Pułtuska

Flaga Pułtuska – to jeden z symboli miejskich Pułtuska, jak i samej Gminy Pułtusk. Istnieją dwie wersje flagi: zwykła i uroczysta. Zwykła składa się z trzech pasów tkaniny w barwach: biały, niebieski i żółty, a flaga uroczysta składa się z dwóch pasów tkaniny w barwach białej, niebieskiej z żółtym krzyżem i pastorałem o kolorystyce zgodnej z herbem gminy.

## Bibliografia

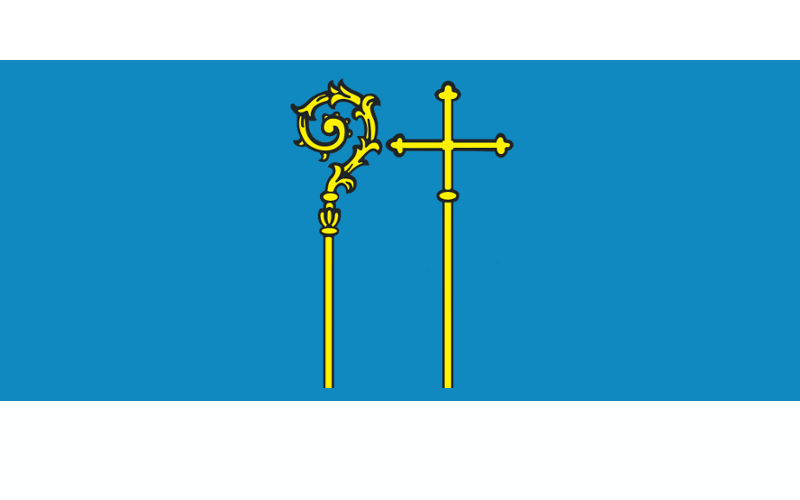
Uroczysta flaga Pułtuska i Gminy Pułtusk